# 시다군 (미야기현)

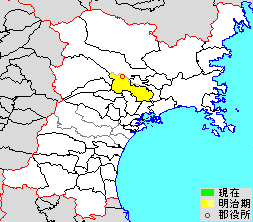
미야기현 시다군위 위치 (연노랑: 후에 다른 군에 편입된 구역)

시다군(志田郡)은 일본 미야기현(무쓰국·리쿠젠국)에 있던 군이다.

## 군역
1878년 행정 구역으로 발족 당시의 군역은 아래 구역에 해당한다.
- 오사키시의 일부
- 도다군 미사토정의 일부(青生)

## 역사
- 1878년 10월 21일 - 군구정촌 편제법이 미야기현에서 시행되면서, 행정 구역으로서의 시다군(志田郡)이 발족.

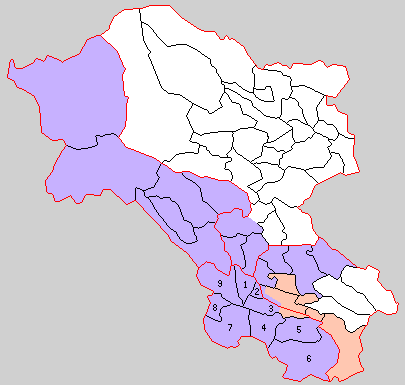
1.후루카와정 2.아라오촌 3.시키타마촌 4.시모이바노촌 5.마쓰야마촌 6.가시마다이촌 7.산본기촌 8.다카쿠라촌 9.시다촌 (보라: 오사키시 주황: 도다군 미사토정)

- 1889년 4월 1일 - 정촌제 시행으로, 아래의 정촌이 발족. 따로 표기하지 않은 경우 현 오사키시.(1정 8촌)
  - 후루카와정(古川町)
  - 아라오촌(荒雄村)
  - 시키타마촌(敷玉村): 현 오사키시, 도다군 미사토정
  - 시모이바노촌(下伊場野村)
  - 마쓰야마촌(松山村)
  - 가시마다이촌(鹿島台村)
  - 산본기촌(三本木村)
  - 다카쿠라촌(高倉村)
  - 시다촌(志田村)
- 1890년 3월 15일 - 마쓰야마촌이 정제 시행으로 마쓰야마정(松山町)이 됨.(2정 7촌)
- 1894년 4월 1일 - 군제 시행.
- 1895년 10월 31일 - 산본기촌이 정제 시행으로 산본기정(三本木町)이 됨.(3정 6촌)
- 1930년 4월 1일 - 도다군 도미나가촌의 일부가 아라오촌에 편입.
- 1948년 7월 6일 - 가시마다이촌의 일부가 마쓰야마정에 편입.
- 1950년 12월 15일 - 후루카와정이 아라오촌·시다촌·구리하라군 미야자와촌을 편입한 후 당일 시제 시행으로 후루카와시(古川市)가 발족, 군에서 이탈.(2정 4촌)
- 1951년 7월 1일 - 가시마다이촌이 정제 시행으로 가시마다이정(鹿島台町)이 됨.(3정 3촌)
- 1954년
  - 5월 1일 - 가시마다이정이 구로카와군 오야촌의 일부를 편입.
  - 8월 1일 - 시키타마촌의 일부(青生)가 도다군 고고타정에, 잔여부(下中目·石森·楡木·師山·宮内·境野宮·大幡)가 후루카와시에 분할 편입.(3정 2촌)
  - 10월 1일 - 다카쿠라촌아 후루카와시에 편입.(3정 1촌)
- 1955년(3정)
  - 3월 31일
    - 마쓰야마정과 시모이바노촌의 일부가 합병하여, 새로이 마쓰야마정이 발족.
    - 산본기정과 시모이바노촌의 일부가 합병하여, 새로이 산본기정이 발족.

  - 7월 10일 - 산본기정이 후루카와시의 일부(구 다카쿠라촌)를 편입.
  - 8월 1일 - 가시마다이정이 도다군 난고정의 일부를 편입.
  - 10월 1일 - 산본기정의 일부가 마쓰야마정에 편입.
- 2006년 3월 31일 - 가시마다이정·산본기정·마쓰야마정이 후루카와시·다마쓰쿠리군 이와데야마정·나루코정·도다군 다지리정과 합병하여 오사키시(大崎市)가 발족. 당일 시다군은 폐지됨.